# Jaroměř
Jaroměř (en allemand : Jermer) est une ville du district de Náchod, dans la région de Hradec Králové, en Tchéquie. Sa population s'élevait à 12 541 habitants en 2024.

## Géographie
Jaroměř se trouve à 18 km au nord-est de Hradec Králové, à 19 km au sud-ouest de Náchod et à 111 km à l'est-nord-est de Prague.

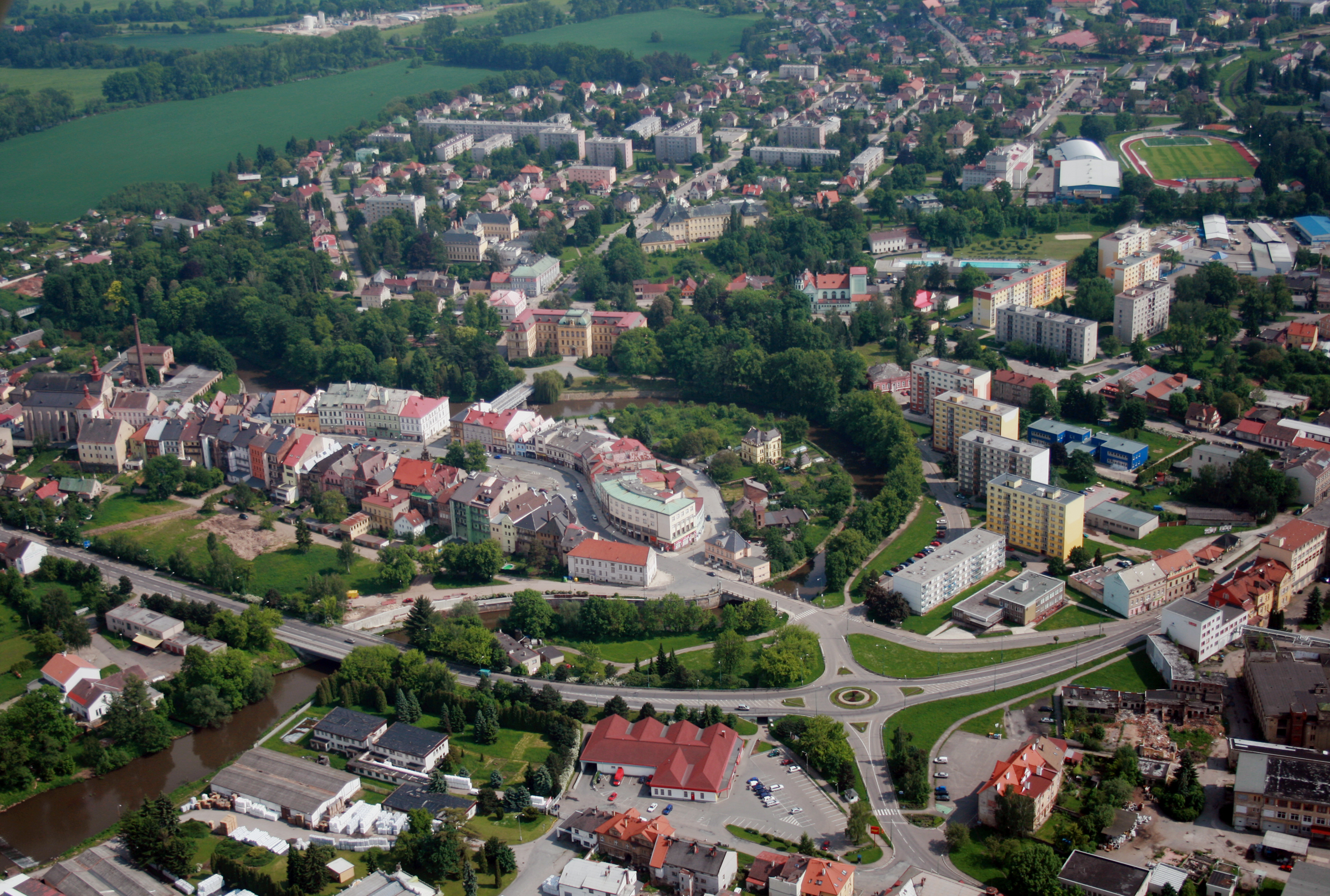
Vue aérienne de Jaroměř.

La commune est limitée par Zaloňov, Hořenice, Heřmanice et Dolany au nord, par Rychnovek et Šestajovice à l'est, par Jasenná au sud-est, par Nový Ples, Rasošky, Vlkov et Černožice au sud, et par Rožnov à l'ouest.

## Histoire
Au début du XIe siècle, Jaromír, prince des Přemyslides, bâtit une forteresse qu'il nomma Jaroměř. Durant l'époque austro-hongroise, un complexe militaire est bâti, la forteresse Josefov. Le site accueille le festival metal Brutal Assault, depuis 1996.

## Population
Recensements (*) ou estimations de la population de la commune dans ses limites actuelles :
| 1869* | 1880*  | 1890*  | 1900*  | 1910*  | 1921*  |
| ----- | ------ | ------ | ------ | ------ | ------ |
| 8 653 | 13 257 | 13 805 | 14 050 | 14 992 | 14 936 |

| 1930*  | 1950*  | 1961*  | 1970*  | 1980*  | 1991*  |
| ------ | ------ | ------ | ------ | ------ | ------ |
| 17 243 | 12 531 | 12 396 | 11 974 | 12 046 | 12 557 |

| 2001*  | 2014   | 2015   | 2016   | 2017   | 2018   |
| ------ | ------ | ------ | ------ | ------ | ------ |
| 12 921 | 12 594 | 12 475 | 12 489 | 12 442 | 12 424 |

| 2019   | 2020   | 2021   | 2022   | 2023   | 2024   |
| ------ | ------ | ------ | ------ | ------ | ------ |
| 12 433 | 12 378 | 12 324 | 12 260 | 12 628 | 12 541 |

## Transports
Par la route, Jaroměř se trouve à 21 km de Hradec Králové, à 22 km de Náchod et à 135 km de Prague. 

## Personnalité
- Josef Šíma, francisé en Joseph Sima (1891-1971), peintre, né à Jaroměř.